# اندیس زنبیل
زنبیل یک اندیس فلزی است که در حوالی شهر سقز استان کردستان قرار دارد و مادهٔ معدنی موجود در آن، طلا است.سنگ میزبان این اندیس سنگ آهک است و دیرینگی آن به دوران کرتاسه می‌رسد. در این اندیس، پاراژنز‌های مس یافت می‌شوند.